# Безбар’єрність (монета)
«Безбар'є́рність» — пам'ятна монета номіналом 5 гривень, випущена Національним банком України, присвячена філософії суспільства без обмежень, де кожна людина, незалежно від віку, статі, фізичних характеристик, етнічної приналежності чи соціального статусу, має рівні можливості для розвитку та самореалізації.
Монету введено в обіг 23 грудня 2024 року. Вона належить до серії «Інші монети».

## Опис монети та характеристики
| Номінал грн. | Метал      | Маса, г | Діаметр, мм | Якість виготовлення       | Гурт     | Тираж, штук |
| ------------ | ---------- | ------- | ----------- | ------------------------- | -------- | ----------- |
| 5            | нейзильбер | 16,54   | 35,0        | спеціальний анциркулейтед | рифлений | 30 000      |

### Аверс

Символ соціальної рівності

На аверсі монети по центру розміщено стилізований образ птаха зі штучним механічним крилом (протезом), який символізує свободу, незламність духу та можливість долати простір без перешкод. Угорі монети зазначено номінал «5 ГРИВЕНЬ», а під композицією унизу — логотип Банкнотно-монетного двору Національного банку України та напис «УКРАЇНА» (півколом). Праворуч від птаха розташований малий Державний Герб України.

### Реверс
На реверсі монети розміщено стилізоване зображення людей різних соціальних груп, які об'єднані колом: батьки, діти, літні люди, люди, які користуються кріслом колісним, люди з протезуванням, власники тварин. Ця композиція символізує різноманіття та безбар'єрність, що підкреслює єдність та інклюзивність суспільства.

Весь тираж 30000 монет було випущено у сувенірних упаковках
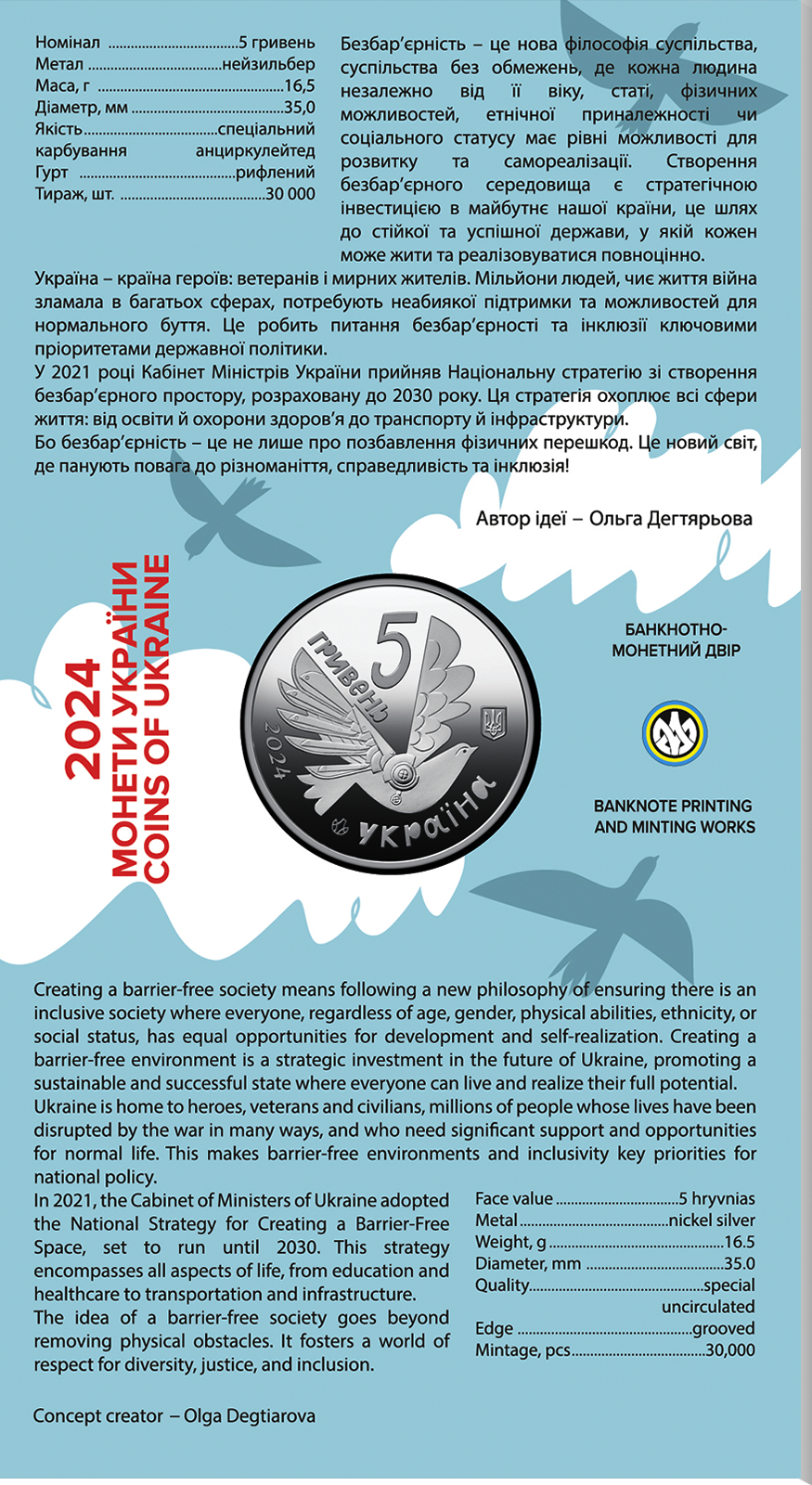
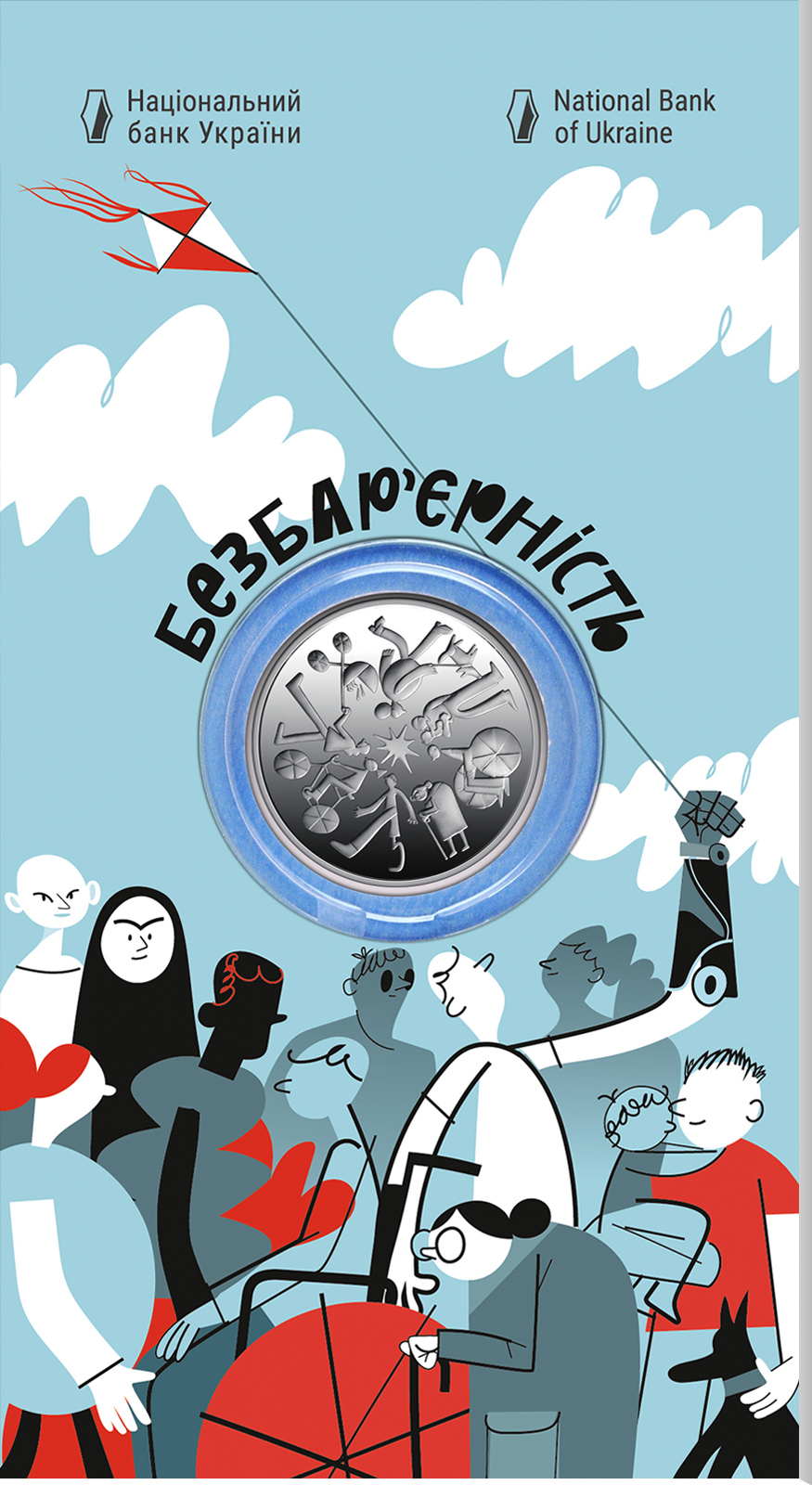

## Автори
- Художник — Дегтярьова Ольга.
- Скульптор — Демяненко Анатолій.

## Вартість монети
Під час введення монети в обіг 2024 року, Національний банк України реалізовував монету за ціною 163 гривні.
Фактична приблизна вартість монети, з роками змінювалася так:
| Рік        | 2025 | 2026 | 2027 |
| ---------- | ---- | ---- | ---- |
| Ціна, грн. | 390  |      |      |